# 댁의 아빠도 이렇습니까
댁의 아빠도 이렇습니까는 1971년 공개된 대한민국의 영화이다.

## 배역
- 문희
- 신성일
- 최무룡
- 김청자
- 유미
- 황정순
- 한은진
- 정민
- 이지혜
- 문주
- 김신명
- 추석양
- 박복남
- 양춘

## 수상
- 1971년 제8회 청룡영화상
  - 특별상(신인연기) - 김청자